# 纳谢
纳谢（法語：Nassiet，法語發音：[nasjɛ]）是法国朗德省的一个市镇，位于该省南部，属于达克斯区。

## 地理
纳谢（43°36'0"N, 0°40'42"W）面积11.77 平方千米，位于法国新阿基坦大区朗德省，该省份为法国西南部沿海省份，是法國本土面积第二大的省，北起吉倫特省，西临大西洋，南至大西洋比利牛斯省，东临热尔省，东北与洛特-加龍省接壤。
与纳谢接壤的市镇（或旧市镇、城区）包括：阿穆、博讷加尔德、布拉桑普伊、卡斯泰尼奥苏斯朗、卡扎利斯、马尔帕普、莫米。

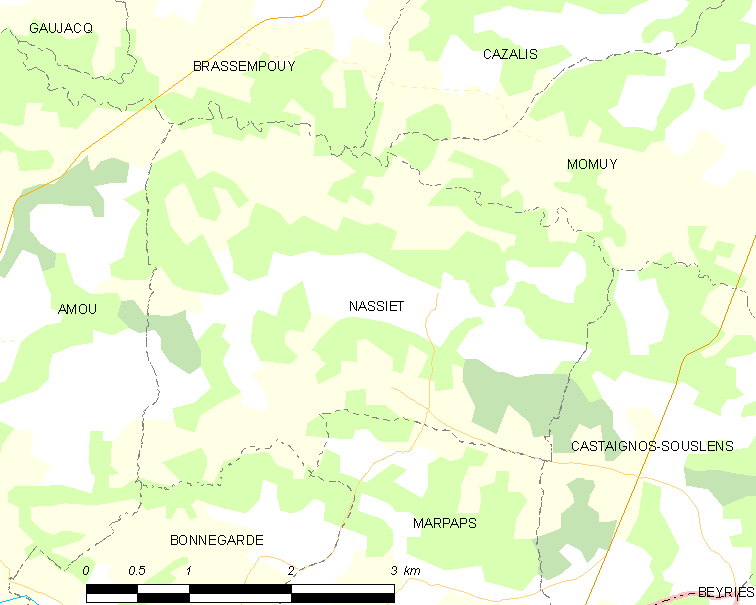
纳谢的OSM定位图

纳谢的时区为UTC+01:00、UTC+02:00（夏令时）。

## 行政
纳谢的邮政编码为40330，INSEE市镇编码为40203。

## 政治
纳谢所属的省级选区为沙洛斯山坡县。

## 人口

1962-2008年间纳谢人口变化图示

纳谢于2022年1月1日时的人口数量为316人。